# Mayerlingdramat (film, 1968)
Mayerlingdramat är en brittisk-fransk dramafilm från 1968 i regi av Terence Young. Filmen handlar om just Mayerlingdramat, då den österrikisk-ungerska kronprinsen och hans älskarinna begick självmord.
Filmen hade svensk premiär den 14 november 1968.

## Rollista i urval
- Omar Sharif – kronprins Rudolf
- James Mason – kejsar Frans Josef
- Catherine Deneuve – Maria Vetsera
- Ava Gardner – kejsarinnan Elisabeth
- James Robertson Justice – prins Edvard av England
- Geneviève Page – grevinnan Larisch
- Andréa Parisy – prinsessan Stephanie
- Ivan Desny – greve Josef Hoyos